# Gare de Rheineck
La gare de Rheineck (en allemand Bahnhof Rheineck) est une gare ferroviaire suisse de la ligne de Sargans à Rorschach, située à proximité du centre de la ville de Rheineck, circonscription électorale de Rheintal dans le canton de Saint-Gall. 
Mise en service en 1857 par la Compagnie de l'Union-Suisse, c'est une gare des Chemins de fer fédéraux suisses (CFF).

## Situation ferroviaire
Établie à 400 mètres d'altitude, la gare de Rheineck est située au point kilométrique (PK) 57,83 de la ligne de Sargans à Rorschach (no 880), entre les gares de Sankt Margrethen et de Thal.

## Service des voyageurs

### Accueil
Gare CFF, elle dispose d'un bâtiment voyageurs, avec guichets et salle d'attente, ouvert tous les jours. Elle dispose notamment, d'une agence de voyages CFF, de consignes à bagages et d'un service des objets trouvés. Elle est équipée d'automates pour l'achat de titres de transports. C'est une gare accessible aux personnes à la mobilité réduite.

### Desserte
Rheineck est desservie par des trains régionaux et internationaux.

### Intermodalité
Un parc pour les vélos et un parking pour les véhicules y sont aménagés.